# Chronica seu originale regum et principum Poloniae
Chronica seu originale regum et principum Poloniae ali krajše Chronica Polonorum (slovensko Kronika poljskih kraljev in knezov ali krajše Poljska kronika) je zgodovina Poljske v štirih knjigah, ki jo je v latinskem jeziku, verjetno po naročilu kralja Kazimirja II. Poljskega, napisal Vincenc Kadłubek med letoma 1190 in 1208. 
Kadłubek je v svoje delo vključil veliko legendarnih in anahronističnih dogodkov, da bi povezal poljsko zgodovino z antiko. Takšni so na primer bitka proti Juliju Cezarju ali dogodki iz zgodnje srednjeveške Poljske, na primer zgodba o princesi Vandi. V srednjeveški kronikah takšna praksa ni bila neobičajna.
Prva, druga in tretja knjiga sta napisani kot dialog, v katerem ima avtor vlogo poslušalca pogovora. Tak slog je bil v srednjeveški književnosti edinstven, v antični književnosti pa dokaj pogost.

## Avtor
Vincenc Kadłubek je najverjetneje izhajal iz malopoljskega plemstva. Šolal se je v Franciji in morda v Italiji. Po vrnitvi na Poljsko je delal kot sholastik na krakovski stolni šoli in kot knežji kaplan Kazimirja Pravičnega in Lešeka Belega. Prevzel je službo sandomierskega prošta in bil nato izvoljen za krakovskega škofa. Sodeloval je na zasedanjih četrtega lateranskega koncila. Pet let pred smrtjo se je odpovedal škofovski službi in se naselil v cistercijanskem samostanu v Jędrzejówu. Leta 1764 je bil razglašen za blaženega katoliške cerkve.
Svoje pisateljsko delo je začel najverjetneje leta 1190. Delo je zagotovo nadaljeval leta 1205, saj so v IV. knjigi podatki o bitki pri Zavihostu, ki je potekala 19. junija 1205, in ga prekinil leta 1208, ko je postal krakovski škof. 

## Vsebina
Avtor je v uvodu v Kroniko napisal zgodbo o treh likih z antičnimi imeni, ki simbolizirajo skromnost, in opisal svoje vzgibe za nastanek dela. Pisanje o usodi naroda je predstavil kot moralno in politično početje v službi sodobnika in zanamcev. Vincenc omenja tudi kneza Kazimirja Pravičnega, naročnika pisanja Kronike.
Prva knjiga opisuje izvor poljskega naroda v luči legend in etnogenetskih pripovedi. Vincenc je poleg cikla velikopoljskih legend, ki jih je že napisal Gall, vključil tudi vrsto malopoljskih legend. Ta izročila naj bi povezala zgodovino naroda s starodavnim izročilom.
Druga knjiga zajema obdobje od ustanovitve države do spopada med Boleslavom Krivoustim in Zbignjevom (okoli leta 1110).
Tretja knjiga opisuje  usodo države pod neodvisno vladavino Boleslava Krivoustega in med delitvijo države na okrožja.
Četrta knjiga se začne s prihodom Mješka III. Starega na prestol in konča z zgodbo o letu 1202.